# Camille Delvigne
Camille Delvigne (Éghezée, 26 september 1954 – Vedrin, 22 juni 2019) was een Belgisch voetballer. Delvigne was een verdediger.

## Carrière
Delvigne begon zijn carrière bij SC Éghezée. In 1969 haalde RSC Anderlecht hem op vijftienjarige leeftijd naar de hoofdstad. Drie jaar later stroomde hij door naar de A-kern.  In zijn eerste seizoen speelde hij slechts twee wedstrijden in het eerste elftal, waaronder de finale van de Beker van België tegen Standard Luik. Door de 2-1-winst van Anderlecht mocht Delvigne meteen een eerste prijs op zijn palmares schrijven. In het seizoen 1973/74 werd Delvigne kampioen met Anderlecht, al kwam hij dat seizoen wel maar een wedstrijd in actie in de competitie.
In 1974 trok Delvigne naar ROC de Montignies-sur-Sambre, dat toen net naar Eerste klasse was gepromoveerd. De club degradeerde na een seizoen echter opnieuw naar Tweede klasse, waarop Delvigne in 1975 naar derdeklasser RJS Bas-Oha trok.
Delvigne overleed op 22 juni 2019 op 64-jarige leeftijd.

## Erelijst
| Kampioen Eerste klasse | 1x | 1973/74 |
| Beker van België       | 1x | 1972/73 |